# Jun Togawa
Jun Togawa (戸川純?, Togawa Jun; Shinjuku, 31 marzo 1961) è una cantautrice e attrice giapponese. Incorporando argomenti tabù nei suoi testi, la sua figura ha rappresentato una delle maggiori influenze sulla musica new wave giapponese, con una carriera attiva di oltre 40 anni.

## Biografia
Nata a Shinjuku, ha iniziato la sua carriera musicale professionale nei primi anni '80, dopo aver attirato l'attenzione come cantante ospite per la band new wave Halmens e grazie ai suoi ruoli di attrice in dorama e spot pubblicitari per il washlet.
Nel 1981, si unì all'ex membro degli Halmens Kōji Ueno e all'artista Keiichi Ohta per formare la band a tema periodo Shōwa, Guernica, il cui primo album fu pubblicato sotto Yen Records nel 1982. Nel 1984, durante una pausa dai Guernica, pubblicò un album dal vivo intitolato Ura Tamahime con una nuova band di supporto chiamata Yapoos; la band includeva alcuni ex membri degli Halmens e l'album stesso conteneva diverse cover di brani degli Halmens. Lo stesso anno, pubblicò il suo primo album da solista, Tamahime-sama, che affrontava temi legati alle mestruazioni, alla femminilità e all'amore, con ricorrenti citazioni agli insetti. Nel 1985, pubblicò l'album Kyokuto Ian Shoka con la band di supporto Jun Togawa Unit. Sempre quell'anno, presentò l'album Suki Suki Daisuki, una satira sulla musica degli idol, questa volta sotto la sua sotto-label, HYS. In seguito, si unì ai Yapoos e consolidò il gruppo come band ufficiale, pubblicando il loro primo album nel 1987. Contribuì a due ulteriori album con i Guernica nel 1988 e 1989, continuando a cantare con i Yapoos e pubblicando album principalmente fino a metà degli anni '90.
Tra i collaboratori più notevoli nel corso degli anni vi è Haruomi Hosono, che sponsorizzò il primo album dei Guernica e produsse e scrisse musica per alcuni dei suoi primi lavori. Sua sorella, la defunta Kyoko Togawa, nonostante la carriera da attrice, si avventurava talvolta nel mondo della musica e occasionalmente collaborava con Jun. Intorno al 1990, Jun condivise la produzione con Susumu Hirasawa, con il quale strinse presto amicizia; i due parteciparono ai tour dell'altro e collaborarono su musica e conversazioni in riviste e in TV.
Nel 1995, venne pubblicato Showa Kyounen per commemorare il decimo anniversario della carriera artistica di Jun Togawa. Basato sul concetto di "reinterpretare melodie nostalgiche dell'era Showa", l'album conteneva sei brani arrangiati da Susumu Hirasawa. Le canzoni includono Ribbon Knight, composta da Isao Tomita e arrangiata da Susumu Hirasawa.
Presto nella vita di Togawa iniziarono a insorgere numerose difficoltà, tra cui problemi finanziari, scontri con il management e problemi nelle relazioni interpersonali. Nel novembre 1995, tentò di suicidarsi tagliandosi la gola con una lametta nel suo appartamento. Fortunatamente, la ferita non fu abbastanza profonda da ucciderla, ma lasciò una vistosa cicatrice sul suo collo. Nel luglio 2002, la sorella Kyoko si suicidò, impiccandosi a 38 anni nel suo appartamento. A causa di ciò, Togawa cadde in uno stato depressivo, che la portò a tentare nuovamente il suicidio, seppur senza successo.
Nel 2004, insieme alla Jun Togawa Unit, ha pubblicato l'album Togawa Fiction, contenente elementi di rock progressivo, elettropop e altri generi. Nel 2008, ha pubblicato una raccolta in 3 dischi che copriva l'intera sua carriera dagli inizi degli anni '80, Togawa Legend Self Select Best & Rare 1979-2008, il quale includeva canzoni popolari miste a varie tracce e collaborazioni poco conosciute.
Ha celebrato il 35º anniversario della sua carriera professionale nel 2016, pubblicando alcuni album in collaborazione con Vampillia e Hijōkaidan, che sono state le sue prime produzioni in oltre dodici anni di inattività.

## Stile musicale
Anche se la sua personalità eccentrica e lo stile non convenzionale le hanno impedito di ottenere un grande successo nell'industria del pop, Jun Togawa è riuscita a sopravvivere come figura influente e rispettata nella scena musicale underground, sia come solista che come voce principale dei Guernica e del suo progetto più commerciale, i Yapoos, dove è particolarmente nota per la sua connessione con la cultura ero guro.

## Discografia

### Da solista

#### Album in studio
- 1984 – Tamahime-sama
- 1985 – Suki Suki Daisuki
- 1989 – Showa Kyounen
- 2000 – 20th Jun Togawa
- 2004 – Togawa Fiction

#### Singoli
- 1984 – Radar Man / Boshi Jusei
- 1985 – Poesy / Poesy Instrumental
- 1985 – Osozaki Girl
- 1986 – Sayonara wo Oshiete
- 1990 – Virgin Blues
- 1991 – Infinite Productions Remix

#### Collaborazioni
- 1985 – Kyokuto Ian Shoka (con Jun Togawa Unit)
- 2016 – Togawa Kaidan (con Hijōkaidan)
- 2016 – Watashi Ga Nakou Hototogisu (con Vampillia)
- 2018 – Jun Togawa avec Kei Ookubo (con Kei Ookubo)

### Con i Guernica

#### Album in studio
- 1982 – Kaizou E No Yakudou
- 1988 – Shinseiki E No Unga
- 1989 – Denri-sou Kara no Manazashi

#### Singoli
- 1982 – Ginrin wa Utau / Maronie Dokuhon

### Con i Yapoos

#### Album in studio
- 1984 – Ura Tamahime
- 1987 – Yapoos Keikaku
- 1988 – Daitenshi No Youni
- 1991 – Dial Y O Mawase
- 1992 – Dadada ism
- 1995 – Yapoos No Fushin Na Koudou
- 1995 – HYS
- 2019 – Suspicious Behavior Of Yapoos The 1st Year Of Reiwa Era

#### Singoli
- 1987 – Barbara Sexaroid / Cecil Cut
- 1991 – Men's Junan
- 1995 – Honou no Shoujo
- 2003 – CD-Y (mini-album)